# 市川慎
市川慎（いちかわ しん、1975年11月22日 - ）は、秋田県秋田市出身の箏奏者。生田流箏曲「清絃会」四代目家元。和楽器ユニットZANのメンバーで、箏と十七絃を担当している。

## 来歴・人物
生田流箏曲「清絃会」三代目家元、足達清賀の息子。中学時代からバンド活動を始めるが、箏の現代的な演奏を見て、ギターと同じ弦楽器である事に気づき上京、沢井比河流、沢井一恵に師事。その後、コンクール入賞やリサイタル出演などで若手演奏家として注目されるようになる。1999年には平成11年度文化庁芸術インターンシップ研修員も務め、イタリア・ウルビーノ市で親善演奏も行った。
2002年、砂川憲和、小湊昭尚と出会い、和楽器バンドZANを結成。箏の魅力と更なる可能性を求めて精力的に活動している。
国立音楽院講師、清絃会副会長も務めている。

### 賞歴
- 平成11年度秋田市芸術選奨最年少受賞
- 平成13年　第7回長谷検校記念全国邦楽コンクール最優秀賞・文部科学大臣奨励賞受賞
- 平成14年　第9回賢順記念全国箏曲コンクール銀賞
- 平成15年度秋田県芸術選奨

### テレビ出演
- 芸能花舞台（NHK教育テレビ）